# 中華人民共和國醫養結合試點單位
2016年6月和9月，中国华人民共和国国家卫生计生委办公厅、民政部办公厅先后联合发布《关于确定第一批国家级医养结合试点单位的通知》、《关于确定第二批国家级医养结合试点单位的通知》，先后将中国内地30个省级行政区中的90个市（区）作为国家级医养结合试点单位。
本条目为各试点单位开展医养结合养老服务情况汇总。

## 单位列表
由于地方经济状况是支撑医养结合试点开展的重要条件之一，故此表按照2020年中国内地各个省级行政区的GDP排名排序。
| 省级行政区       | 第一批     | 第一批     | 第二批             | 第二批             | 第二批             |
| ---------------- | ---------- | ---------- | ------------------ | ------------------ | ------------------ |
| 广东省           | 东莞市     | 江门市     | 广州市             | 深圳市             |                    |
| 江苏省           | 苏州市     | 南通市     | 南京市             |                    |                    |
| 山东省           | 青岛市     | 烟台市     | 威海市             |                    |                    |
| 浙江省           | 杭州市     | 嘉兴市     | 温州市             |                    |                    |
| 河南省           | 郑州市     | 洛阳市     | 濮阳市             |                    |                    |
| 四川省           | 雅安市     | 攀枝花市   | 德阳市             | 广元市             |                    |
| 福建省           | 厦门市     | 三明市     | 漳州市             |                    |                    |
| 湖北省           | 咸宁市     | 随州市     |                    |                    |                    |
| 湖南省           | 长沙市     | 湘潭市     | 岳阳市             |                    |                    |
| 上海市           | 徐汇区     | 普陀区     | 松江区             |                    |                    |
| 安徽省           | 池州市     | 芜湖市     | 合肥市             |                    |                    |
| 河北省           | 石家庄市   | 邯郸市     | 邢台市             | 保定市             |                    |
| 北京市           | 东城区     | 海淀区     | 朝阳区             |                    |                    |
| 陕西省           | 安康市     | 铜川市     | 西安市             |                    |                    |
| 江西省           | 南昌市     | 赣州市     | 抚州市             |                    |                    |
| 辽宁省           | 沈阳市     | 大连市     | 辽阳市             |                    |                    |
| 重庆市           | 九龙坡区   | 垫江县     | 沙坪坝区           |                    |                    |
| 云南省           |            |            | 昆明市             | 曲靖市             | 西双版纳州         |
| 广西壮族自治区   | 南宁市     | 贺州市     | 百色市             |                    |                    |
| 贵州省           | 贵阳市     | 铜仁市     | 遵义市             |                    |                    |
| 山西省           | 太原市     | 大同市     | 吕梁市             |                    |                    |
| 内蒙古自治区     | 呼和浩特市 | 鄂尔多斯市 | 乌海市             |                    |                    |
| 天津市           |            |            | 南开区             | 津南区             | 北辰区             |
| 新疆维吾尔自治区 | 乌鲁木齐市 | 克拉玛依市 | 巴音郭楞蒙古自治州 | 巴音郭楞蒙古自治州 | 巴音郭楞蒙古自治州 |
| 黑龙江省         | 哈尔滨市   | 齐齐哈尔市 | 伊春市             |                    |                    |
| 吉林省           |            |            | 长春市             | 公主岭市           | 梅河口市           |
| 甘肃省           | 兰州市     | 庆阳市     | 陇南市             |                    |                    |
| 海南省           |            |            | 海口市             | 三亚市             | 儋州市             |
| 宁夏回族自治区   |            |            | 银川市             |                    |                    |
| 青海省           | 西宁市     | 海东市     | 海南州             |                    |                    |

## 各试点单位开展情况
由于各省的政策对医养结合试点单位的工作具有重要影响，故下文将试点单位按照省份进行分类陈述。

### 广东省
2016年，广东省出台《广东省人民政府办公厅关于促进医疗卫生与养老服务相结合的实施意见》；
截至2020年10月，广东省共有医养结合机构298家。
东莞市
2017年，东莞市通过《东莞市关于促进医疗卫生与养老服务相结合的实施意见》；
2019年3月，东莞市医养结合护理服务联盟成立；
江门市
2020年4月，江门市发布《江门市推进康养服务发展若干措施》，明确支持乡镇卫生院和敬老院“两院一体”发展模式。
2020年底，江门市已有医养结合机构17家。
广州市
2020年11月，广州市印发《关于深入推进医养结合工作的若干措施》；
深圳市
2017年2月，深圳市印发标准化指导性技术文件《医养融合服务规范》；
2017年5月，深圳市印发《深圳市医养结合试点工作方案》；
2019年，深圳市已有医养结合养老机构46家。

### 江苏省
苏州市
南通市
南京市

### 山东省
青岛市
烟台市
威海市

### 浙江省
杭州市
嘉兴市
温州市

### 河南省
郑州市
洛阳市
濮阳市

### 四川省
雅安市
攀枝花市
德阳市
广元市

### 福建省
厦门市
三明市
漳州市

### 湖北省
咸宁市
随州市

### 湖南省
长沙市
湘潭市
岳阳市

### 上海市
徐汇区
普陀区
松江区

### 安徽省
池州市
芜湖市
合肥市

### 河北省
石家庄市
邮郸市
邢台市
保定市

### 北京市
东城区
海淀区
朝阳区

### 陕西省
安康市
铜川市
西安市

### 江西省
南昌市
赣州市
抚州市

### 辽宁省
沈阳市
大连市
辽阳市

### 重庆市
九龙坡区
垫江县
沙坪坝区

### 云南省
昆明市
曲靖市
西双版纳州

### 广西壮族自治区
南宁市
贺州市
百色市

### 贵州省
贵阳市
铜仁市
遵义市

### 山西省
太原市
大同市
吕梁市

### 内蒙古自治区
呼和浩特市
鄂尔多斯市
乌海市

### 天津市
南开区
津南区
北辰区

### 新疆维吾尔自治区
乌鲁木齐市
克拉玛依市
巴音郭楞蒙古自治州

### 黑龙江省
哈尔滨市
齐齐哈尔市
伊春市

### 吉林省
长春市
公主岭市
梅河口市

### 甘肃省
兰州市
庆阳市
陇南市

### 海南省
海口市
三亚市
儋州市

### 宁夏回族自治区
银川市

### 青海省
西宁市
海东市
海南州